# 歐遊全細界
《歐遊全細界》（法語：Le Petit Paradis）是由香港電視娛樂製作及播出的旅遊節目。
節目由何海藍監製及執導，蔡雪瑩、陳子豐主持，2016年5月18日至6月30日，逢星期三至四22:30－23:00在ViuTV播出。

## 概覽
兩位主持以「窮富遊」方式遊遍歐洲小國，透視香港人兩種不同的旅遊方式──「背包客」或「豪華團」，亦希望透過二人的旅程令觀眾反思快樂的真正含意。
主持人每到達一個國家，先透過比賽決定以窮遊或富遊方式體驗當地生活。「富貴」主持將會得到一筆可觀旅費，一嚐奢華滋味。相反，「平民」主持則獲得每天10歐元的旅費，要使用僅有的旅費應付當地旅程。
到訪的國家包括七個歐洲小國，包括：安道爾、列支敦士登、摩納哥、盧森堡、聖馬利諾、馬爾他、梵蒂岡。由於部分國家沒有直達途徑，故此節目亦有介紹前往當地方法，播放部份途徑國家之片段。

## 每集內容
| 系列 | 集數   | 播映日期        | 旅遊地點   | 富人               | 窮人               |
| 1    | 1－2   | 5月18、19日     | 安道尔     | 蔡雪瑩             | 陳子豐             |
| 2    | 3－4   | 5月25、26日     | 列支敦斯登 | 蔡雪瑩             | 陳子豐             |
| 3    | 5－6   | 6月1、2日       | 摩納哥     | 陳子豐             | 蔡雪瑩             |
| 4    | 7－8   | 6月8、9日       | 盧森堡     | 蔡雪瑩             | 陳子豐             |
| 5    | 9－10  | 6月15、16日     | 圣马力诺   | 蔡雪瑩             | 陳子豐             |
| 6    | 11－13 | 6月22、23、29日 | 馬爾他     | 蔡雪瑩             | 陳子豐             |
| 7    | 14     | 6月30日         | 梵蒂冈     | 沒有進行窮富遊比賽 | 沒有進行窮富遊比賽 |

## 外部連結
ViuTV 官方重溫 （页面存档备份，存于）

## 節目變遷
| 香港 ViuTV 星期三、四 22:30－23:00                          | 香港 ViuTV 星期三、四 22:30－23:00     | 香港 ViuTV 星期三、四 22:30－23:00 |
| ----------------------------------------------------------- | -------------------------------------- | ---------------------------------- |
|                                                             | 歐遊全細界 （2016年5月18日 - 6月30日） |                                    |
| 煮吧！換咗我阿媽 （22:00－23:00） （2016年4月6日－5月12日） | 暗中旅行 （2016年7月6日－9月1日）      |                                    |